# Escudo de Piura
El escudo de armas de Piura fue otorgado por la Corona española el 7 de diciembre de 1537 mediante Real Cédula firmada en Valladolid por el Emperador Carlos V, por solicitud de Hernando de Zevallos a nombre de los vecinos de San Miguel de Piura.

## Descripción
La Real Cédula describía el escudo de la siguiente manera:

Un escudo dentro del cual (hay) en lo alto unas nubes con unos rayos de fuego que entre medias de las dichas nubes salgan unas alas de una ángel de oro y de ellas salga una mano de carne que tenga un peso con sus balanzas todo de oro y entre medias de dicho peso un castillo de oro con sus puertas y ventanas de azul y dos letras que dicen San Miguel, todo de dicho en campo azul y una orla con una corona de dicho (metal) y en lo alto de dicha orla y en los lados de dos cruces con dos vanderas revueltas a unas varas de lanza con un yerro de oro y en cada una hasta de lanzas y las vanderas de color de plata o blancas con cruces coloradas en ellas en campo colorado.

## Simbología
- El castillo simboliza la ciudad, la cual le pertenecía a la gobernación de Nueva Castilla
- Las banderas con cruces a ambos lados simboliza la cristiandad traída a América.
- El fondo en azul simboliza lealtad.
- La corona significa la gracia especial concedida a la primera ciudad fundada por Francisco Pizarro.

## Interpretaciones

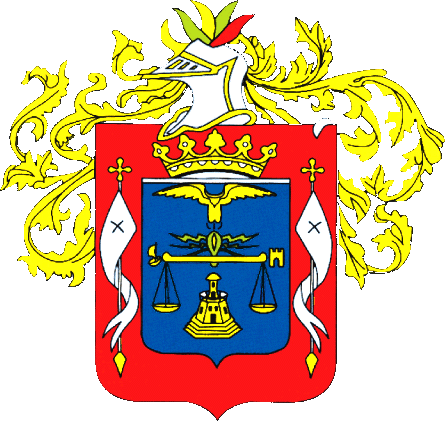
Diseño realizado por Enrique del Carmen Ramos

La Real cédula que le otorgó un escudo a Piura se perdió al poco tiempo de emitirse, conservándose solo la descripción originando una gran confusión acerca de como era el diseño original. Muchos piuranistas lo interpretaron de muy distintas formas a lo largo de la historia, e incluso su primer boceto aparece en 1783 por Baltazar Jaime Martínes, arzobispo de Trujillo, el cual dista mucho del usado actualmente.
En 1933, se emite una Ordenanza Municipal haciendo obligatorio el uso del Blasón de San Miguel, para lo cual se encarga a Enrique del Carmen Ramos creara un diseño en base de las descripciones que se tenía, el cual es hasta el día de hoy utilizado. No es hasta 1993 cuando Guillermo Garrido Lecca Frías encuentra en el Archivo Pinal del Duque de Alba en Madrid, un archivo llamado Papeles de América, que entre otras cosas contenían el dibujo original del escudo realizado por el acuarelista real. Este escudo, con ligeras modificaciones es el usado actualmente por la Municipalidad de Piura.